# Tox
Tox是一个使用端到端加密及点对点网络的即时通讯和视频电话协议，遵循GNU通用公共许可证协议发布。该项目的目标是为所有人提供安全而方便的通信方式。此协议的一个参考实现已作为自由及开放源代码软件发布。

## 历史
2013年6月23日Tox原始代码由用户irungentoo托管于GitHub上 。2014年2月3日，可供用户测试使用的技术预览版二进制文件发布，此后的nightly版本通过Jenkins Automatron发布。2014年7月12日，Tox的开发进入了alpha阶段，网站的下载页面也被重新设计公布。

## 特点
Tox用户将会分配到一个公钥和一个私钥，之后直接通过一个分布式对等网络互相连接。用户可以通过Tox给朋友发送信息、语音或进行视频聊天，群聊或发送文件。所有通过Tox的流量将使用NaCl进行端到端加密。
qTox、µTox等Tox客户端设计提供及时通讯、群聊、语音及视频通话、语音及视频会议、文件加密共享、正在输入提示、已阅提示、远程桌面演示。任何使用Tox协议的不同客户端之间可以互相通讯。与协议无关功能限制于各客户端的开发。开发方强烈建议各客户端开发人员坚持使用标准Tox协议，以保正各客户端之间的兼容性和安全性。

## 组件

### Core（核心）
Tox core是一个包含创建的协议和应用程序接口的程序库。各用户前端或客户端都将建立在core之上。任何人都可以利用core创建客户端。描述core的技术文档由核心开发人员irungentoo编写，并公开使用。

### Protocol（协议）
Tox core是通过Tox protocol（Tox协议）建立的。
Tox使用Opus实现音频流，使用VP8实现视频流。

### Encryption（加密）
Tox通过使用基于NaCl进行开发的libsodium加密库进行加密。

### Clients（客户端）
Tox客户端用于运行Tox core与其他客户端通信。不同客户端的开发使得Tox可以跨平台运行。下表不完整地列出了已发布的Tox客户端。
| 客户端   | 适用操作系统                  | 使用编程语言                  |
| -------- | ----------------------------- | ----------------------------- |
| TOK      | iOS, Android                  | C++，Java, Swift, Objective-C |
| Antidote | iOS                           | Objective-C                   |
| Antox    | Android                       | Scala, Java                   |
| Cyanide  | Sailfish OS                   | C++                           |
| gTox     | Linux                         | C++ (GTK+ 3)                  |
| qTox     | Linux, FreeBSD, OS X, Windows | C++ (Qt)                      |
| Toxic    | Linux, BSD, OS X              | C (Ncurses)                   |
| Toxy     | Windows                       | C# (WPF)                      |
| Toxygen  | Linux, Windows                | Python (Qt via PySide)        |
| xWinTox  | Linux, Solaris, BSD           | C/C++ (FLTK)                  |
| µTox     | Linux, FreeBSD, OS X, Windows | C (Win32 API, Xlib)           |

同样存在使用Tox协议的Pidgin和Miranda NG插件。

## 与Tox基金会分离
2015年7月11日，Tox主要开发人员正式宣布他们与Tox基金会分离一事，原因为Tox基金会负责人和首席执行官Sean Qureshi滥用捐赠基金。该团队已经建立了一个新的网站和源代码存储库，但旧网站也保持就位。

## 外界态度
Tox在早期概念阶段就受到了大量全球科技新闻网站的关注与宣传。Tox在2013年8月15日的GitHub热门列表中排第五位。因为担心元数据泄漏，Tox开发人员设计通过洋葱路由技术实现friend-finding过程。Tox在2014年和2015年被Google编程之夏接纳作为指导组织。

## 延伸阅读
- 即时通讯软件比较
- VoIP软件的比较